# Sezi Mbaguta
Sezi Prisca Bessy Mbaguta (1946-2023) là một chính trị gia và công chức người Uganda. Bà là Bộ trưởng Bộ Nội vụ Công cộng trong Nội các Nhật Bản nhưng đã bị phản đối vị trí đó vào tháng 6 năm 2006. Trong các cuộc cải tổ nội vào ngày 16 tháng 2 năm 2009 và ngày 27 tháng 5 năm 2011, bà đã giữ lại mục đầu tư của mình. Mbaguta là một thành viên Quốc hội được bầu làm Đại diện Phụ nữ của Quận Rukungiri.

## Tiểu sử và giáo dục
Bà sinh ngày 19 tháng 2 năm 1946 tại quận Rukungiri. Mbaguta có bằng Cử nhân Nghệ thuật về khoa học chính trị và quản trị công tại Đại học Makerere, trường đại học công lập tư thục lâu đời nhất ở Uganda. Bà cũng có bằng sau đại học về hành chính công từ Đại học Makerere năm 1975 và bằng thạc sĩ nghệ thuật về quản trị và quản lý công cũng nhận tại đây năm 1997.

## Cá nhân
Mbaguta đã kết hôn. Bà được báo là thích các vấn đề về phụ nữ và giới tính, cũng như muốn thúc đẩy phát triển nông thôn.